# Quintus Pompeius Rufus (tribunus plebis in 52 v.Chr.)
Quintus Pompeius Rufus was een politicus uit de late Romeinse Republiek.
Quintus Pompeius Rufus was een kleinzoon van Lucius Cornelius Sulla: zijn vader, Quintus Pompeius Rufus minor, was met Cornelia Sulla, een dochter van Sulla, getrouwd en kwam tijdens de onrusten in 88 v.Chr. om. Zijn zus Pompeia Sulla was toentertijd de echtgenote van Gaius Iulius Caesar.
Quintus Pompeius Rufus liet als muntmeester (tresvir monetalis) omstreeks 54 v.Chr. (mogelijk ook reeds in 59 v.Chr.) munten met de beeltenis van zijn beide grootvaders, Lucius Cornelius Sulla en Quintus Pompeius Rufus, die in 88 v.Chr. tezamen consuls waren geweest, slagen. In 54 v.Chr. klaagde hij de tot consul verkozen Marcus Valerius Messalla Rufus tevergeefs wegens verkiezingsfraude aan en werd zelfs in de gevangenis geworpen.
In 52 v.Chr. was Pompeius Rufus tribunus plebis. Toen Publius Clodius Pulcher, van wie Quintus een medestander was, tijdens een straatgevecht door aanhangers van Titus Annius Milo werd gedood, wakkerde hij tezamen met andere volkstribunen de toorn van het volk aan. In de toenemende anarchie werd ten slotte Gnaius Pompeius Magnus tot consul sine collega (consul zonder collega) verkozen. Pompeius Rufus ondersteunde deze zijn maatregelen om de orde te herstellen, waarbij onder ander Milo werd verbannen. Pompeius Rufus werd - onmiddellijk na afloop van zijn ambtstermijn - in december 52 v.Chr. echter zelf door Marcus Caelius Rufus wegens aanzetten tot geweld (de vi) aangeklaagd en moest na zijn veroordeling in ballingschap naar Bauli in Campanië gaan. Het jaar daarop (51 v.Chr.) werd het valse gerucht verbreid dat Pompeius Rufus de naar Cilicië reizende Marcus Tullius Cicero zou hebben vermoord. Hij wordt nadien niet meer in de bronnen vermeld, tenzij hij de tijdens de burgeroorlog in Africa vermelde Pompeius Rufus was.